# Evangelische Kirche Werth

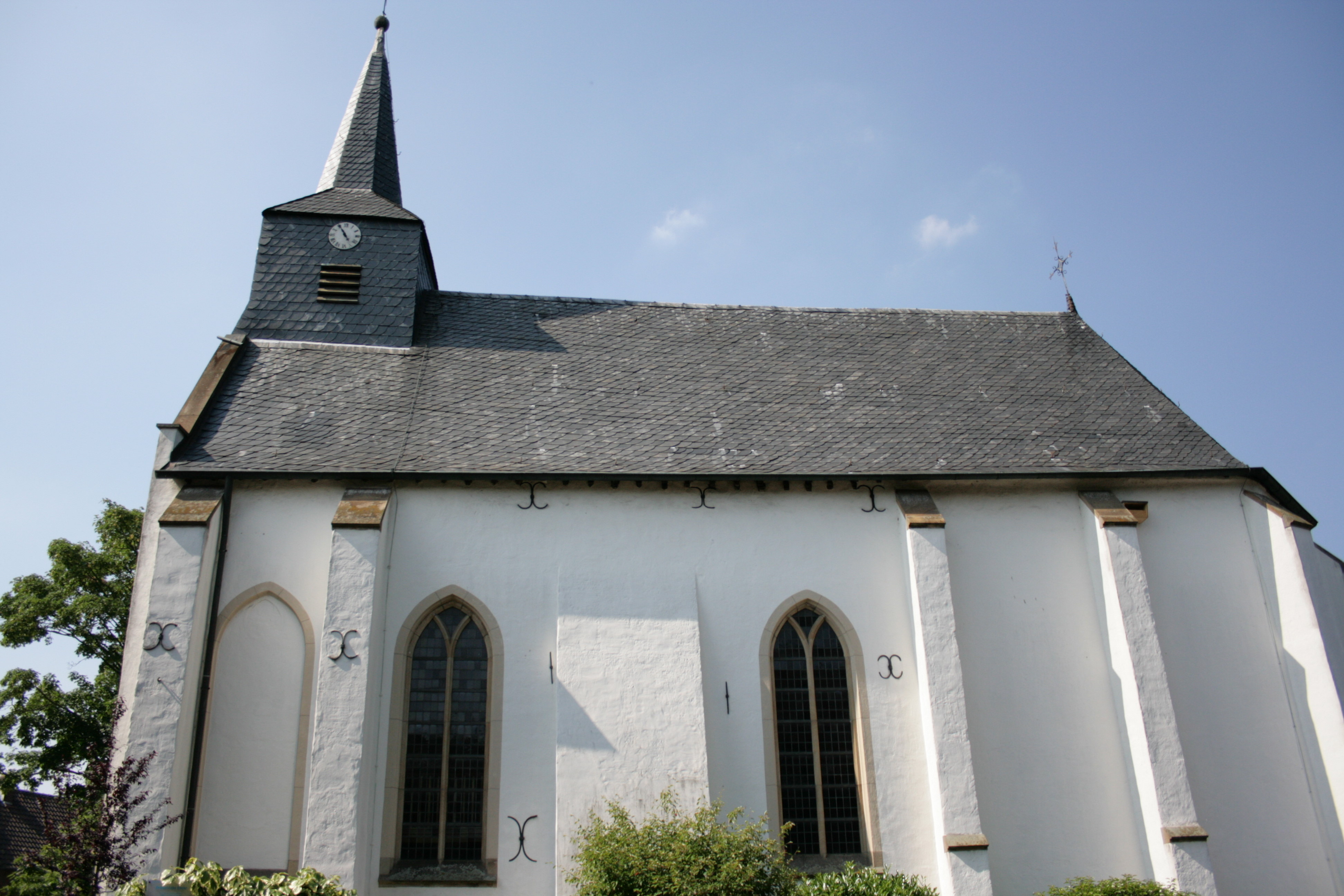
Evangelische Kirche

Die evangelische Pfarrkirche ist ein denkmalgeschütztes Kirchengebäude in Werth, einem Ortsteil von Isselburg im Kreis Borken in Nordrhein-Westfalen.

## Geschichte und Architektur

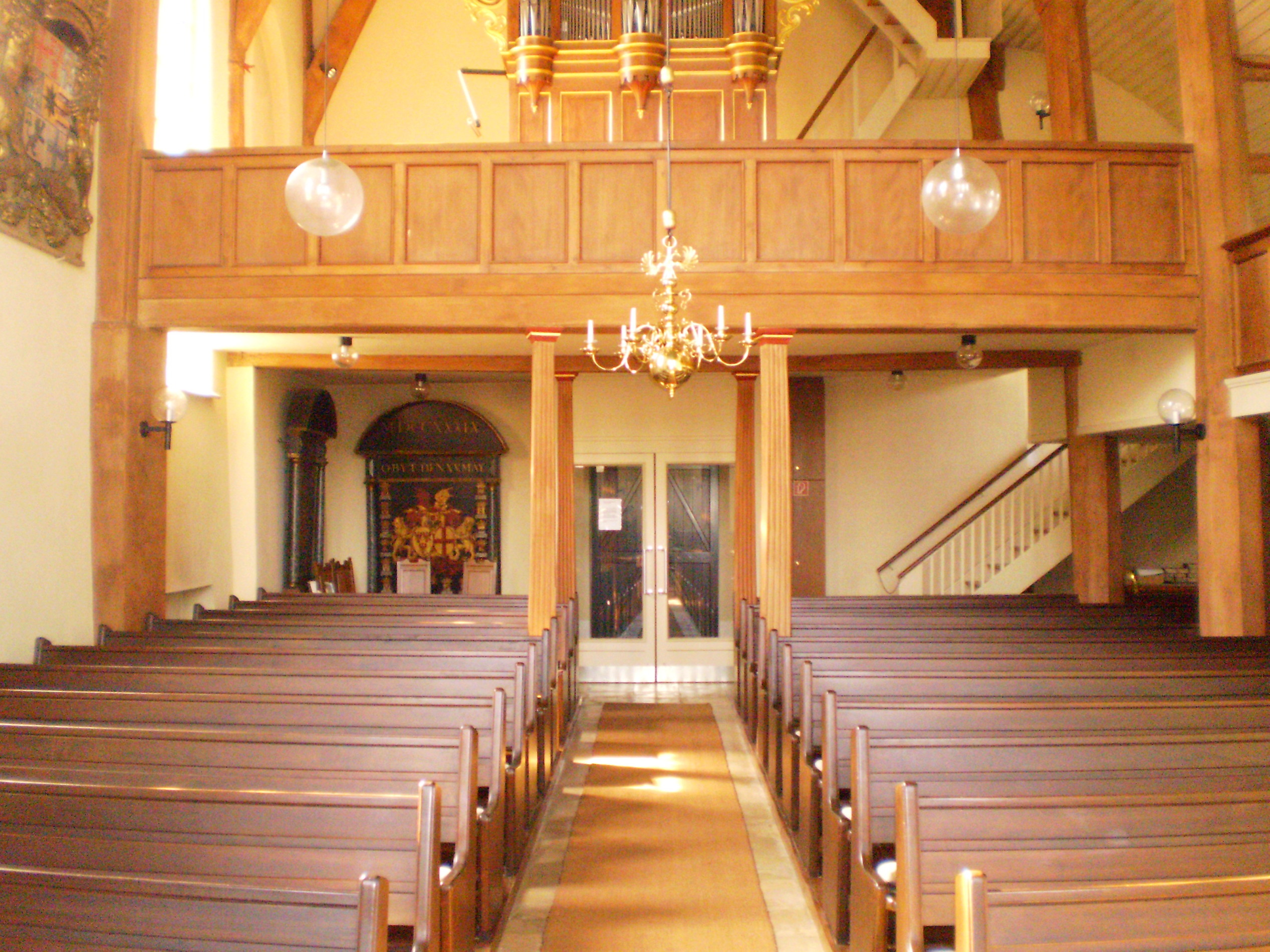
Innenansicht

Das Gebäude war ursprünglich ein Saalbau, es wurde um 1430 errichtet. Der Chor mit Fünf-Achtel-Schluss und das nördliche Seitenschiff stammen von der ersten Hälfte des 16. Jahrhunderts. Der Raum ist mit einem spitzbogigen Holztonnengewölbe gedeckt. Die hölzernen Wanddienste im Chor lagern auf rohen Figurenkonsolen. Der Orgelprospekt wurde in der Mitte des 18. Jahrhunderts aufgestellt.